# Structurae
Structurae è una banca dati in linea contenente opere di ingegneria strutturale e civile di tutti i tipi, quali ponti, case a torre, torri, dighe, ecc. In aggiunta, la banca dati contiene informazioni su società e persone (ingegneri, architetti e costruttori) coinvolti nella progettazione o costruzione delle strutture. Il nome Structurae è la forma plurale della parola latina strūctūra (struttura).
Structurae è sostenuta dai contributi di centinaia di volontari che condividono i loro dati, informazioni ed immagini per le varie voci. La maggior parte delle voci  contiene riferimenti da riviste specializzate e altre fonti. Il fondatore, Nicolas Janberg, è un ingegnere edile e progettista di ponti franco-tedesco che decise di creare Structurae nel 1998, dopo aver sviluppato un progetto simile per un corso mentre era assistente al Dipartimento di Ingegneria civile dell'Università di Princeton. Structurae fu modellato come idea e strutture sulla banca dati di architettura archINFORM, che è considerato un progetto pionieristico nell'acquisizione e nella riproduzione di dati sugli edifici in Internet.
La banca dati e il sito web di Structurae sono disponibili in tre lingue: inglese, francese e tedesco. Il progetto è finanziato attraverso pubblicità in linea, sponsorizzazioni, voci a pagamento per aziende e una banca dati di prodotti. Il sito web è composto da più di 100 000 pagine individuali programmate in ColdFusion e utilizzanti il sistema per la gestione di basi di dati relazionali MySQL.
Nel marzo 2012, Structurae fu acquistato dalla Ernst & Sohn, una sussidiaria tedesca della casa editrice statunitense John Wiley & Sons, Inc.